# Barheliya
Barheliya (în arabă برهليا) este un sat sirian în Districtul Al-Zabadani din Guvernoratul Rif Dimashq. Potrivit Biroului Central de Statistică al Siriei (CBS), Barheliya avea o populație de 821 de locuitori la recensământul din 2004. Its inhabitants are predominantly Sunni Muslims.

## Istoric
Barheliya este situat în apropiere de Abila Lysaniou. O podea de mozaic care datează de la sfârșitul erei romane până la începutul erei bizantine a fost găsită în Barheliya,.